# Acil-KoA dehidrogenaza srednje dugog lanca
Acil-KoA dehidrogenaza srednje dugog lanca (EC 1.3.8.7, masna acil koenzim A dehidrogenaza (nespecifična), acil koenzim A dehidrogenaza (nespecifična), acil dehidrogenaza (nespecifična), masna-acil-KoA dehidrogenaza (nespecifična), acil KoA dehidrogenaza (nespecifična), general acil KoA dehidrogenaza (nespecifična), acil-koenzim A dehidrogenaza srednje dugog lanca, acil-KoA:(akceptor) 2,3-oksidoreduktaza (nespecifična), ACADM (gen).) je enzim sa sistematskim imenom acil-KoA srednje dugog lanca:elektron-transfer flavoprotein 2,3-oksidoreduktaza. Ovaj enzim katalizuje sledeću hemijsku reakciju
acil-KoA srednje dugog lanca + elektron-transfer flavoprotein {\displaystyle \rightleftharpoons } trans-2,3-dehidroacil-KoA srednje dugog lanca + redukovani elektron-transfer flavoprotein
Ovaj enzim sadrži FAD kao prostetičku grupu. On je jedan od nekoliko enzima koji katalizuju prvi korak u beta oksidaciji masnih kiselina. Enzim iz jetre svinja može da deluje na supstrat sa acil lancom dožine 4 do 16 ugljenika, ali je najaktivniji na jedinjenjima sa C8 do C12 dugim lancom.

## Literatura
- Nicholas C. Price; Lewis Stevens (1999). Fundamentals of Enzymology: The Cell and Molecular Biology of Catalytic Proteins (Third изд.). USA: Oxford University Press. ISBN 019850229X.
- Eric J. Toone (2006). Advances in Enzymology and Related Areas of Molecular Biology, Protein Evolution (Volume 75 изд.). Wiley-Interscience. ISBN 0471205036.
- Branden C; Tooze J. Introduction to Protein Structure. New York, NY: Garland Publishing. ISBN 0-8153-2305-0.
- Irwin H. Segel. Enzyme Kinetics: Behavior and Analysis of Rapid Equilibrium and Steady-State Enzyme Systems (Book 44 изд.). Wiley Classics Library. ISBN 0471303097.

## Spoljašnje veze
- Medium-chain+acyl-CoA+dehydrogenase на 